# يوهانس فون تيبل
يوهانس فون تيبل (بالألمانية: Johannes von Tepl) ويعرف أيضاً باسم يوهانس فون زاس (بالألمانية:  Johannes von Saaz)، هو أديب من التشيك كتب أعماله الأدبية باللغة الألمانية. ولد عام 1350 تقريباً في مدينة تيبل، ومات في براغ عام 1414. كان يوهانس فون تيبل منذ عام 1378 كاتب المدينة ومديراً لإحدى المدارس كما عمل في القانون في مدينة زاس. وفي عام 1411 أصبح كاتب مدينة براغ وموثق عقودها.

## أعماله
- فلاح من بوهمن «Der Ackermann aus Boehmen»، (تأثر تيبل بموت زوجته الأولى تأثيراً كبيراً، وكان ذلك سبباً في كتابة هذا الحوار حوالي عام 1400).

## روابط خارجية
- يوهانس فون تيبل على موقع الموسوعة البريطانية (الإنجليزية)
- يوهانس فون تيبل على موقع ديسكوغز (الإنجليزية)